# Actinocephalus graminifolius
Actinocephalus graminifolius är en gräsväxtart som beskrevs av F.N.Costa. Actinocephalus graminifolius ingår i släktet Actinocephalus och familjen Eriocaulaceae. Inga underarter finns listade i Catalogue of Life.